# Dionne Bromfield
Dionne Julia Bromfield (Londen, 1 februari 1996) is een Britse soulzangeres.

## Carrière
Bromfield werd geboren in de Londense wijk Tower Hamlets, in een gezin met een Engelse moeder en een Jamaicaanse vader. Ze volgde haar opleiding aan de Beaverwood School voor meisjes in Chislehurst tot in 2009. Bromfield verscheen voor het eerst op YouTube, waar ze Alicia Keys' nummer If I Ain't Got You samen met haar peetmoeder Amy Winehouse bezong. Bromfields debuutalbum Introducing Dionne Bromfield verscheen in 2009 en werd geproduceerd door het label van Amy Winehouse, Lioness Records.
In de UK Singles Chart scoorde ze al twee top 50-hits met Mama Said en Yeah Right. In Nederland verkreeg ze enige bekendheid met haar nummer Foolin, dat positie 90 behaalde in de Single Top 100 en de eerste plaats in de tipparade.

## Discografie

### Albums
| Album met eventuele hitnotering(en) in de Nederlandse Album Top 100 | Datum van verschijnen | Datum van binnenkomst | Hoogste positie | Aantal weken | Opmerkingen |
| ------------------------------------------------------------------- | --------------------- | --------------------- | --------------- | ------------ | ----------- |
| Introducing                                                         | 12-10-2009            | -                     |                 |              |             |
| Good for the soul                                                   | 09-08-2011            | -                     |                 |              |             |

### Singles
| Single met eventuele hitnotering(en) in de Nederlandse Top 40 | Datum van verschijnen | Datum van binnenkomst | Hoogste positie | Aantal weken | Opmerkingen                              |
| ------------------------------------------------------------- | --------------------- | --------------------- | --------------- | ------------ | ---------------------------------------- |
| Foolin                                                        | 2011                  | 17-09-2011            | tip1            | -            | met Lil Twist / #90 in de Single Top 100 |

| Single met hitnotering(en) in de Vlaamse Ultratop 50 | Datum van verschijnen | Datum van binnenkomst | Hoogste positie | Aantal weken | Opmerkingen       |
| ---------------------------------------------------- | --------------------- | --------------------- | --------------- | ------------ | ----------------- |
| Yeah right                                           | 29-08-2011            | 17-09-2011            | tip36           | -            | met Diggy Simmons |

- Library of Congress Control Number: n2018013283
- MusicBrainz: f695104c-93e8-48ff-ae26-5919839dbda3
- Nationale Bibliotheek van Tsjechië: xx0141564
- Virtual International Authority File: 104145969923432250132
- WorldCat: E39PBJhH4GqxqFBD7p6xY4Y773